# Aznom
Aznom – włoskie studio projektujące skórzane wykończenie mebli i odzieży, a także małoseryjne samochody z siedzibą w Monzy działające od 2006 roku.

## Historia
Studio projektowe Aznom zostało założone w 2006 roku we włoskiej Monzy przez grupę projektantów, w kolejnych latach specjalizując się w tworzeniu kompleksowych projektów sztuki użytkowej. Głównym obszarem, na którym Aznom skoncentrowało się, była produkcja skórzanych materiałów wykończeniowych do mebli oraz odzieży i akcesoriów. Pierwszą interakcją przedsiębiorstwa Aznom z branżą motoryzacyjną był ręcznie wykonany, zmodyfikowany Fiat 500C pod nazwąFiat 500 CC Sassicaia.
Dekadę później, Aznom zdecydował się opracować projekt luksusowej limuzyny na bazie pickupa pod własną marką. Noszący nazwę Aznom Palladium pojazd został przedstawiony w listopadzie 2020 roku i powstał w oparciu o amerykańskiego pickupa Ram 1500.

## Modele samochodów

### Historyczne
- Palladium (2020)